# Jessica glabra
Jessica glabra là một loài nhện trong họ Anyphaenidae.
Loài này thuộc chi Jessica. Jessica glabra được Eugen von Keyserling miêu tả năm 1891.